# Route nationale 60 (Belgique)
Pour les articles homonymes, voir Route nationale 60.
La route nationale 60 est une route belge longue d'environ 69 km reliant Gand  à la frontière française dans les alentours de Péruwelz en passant par Audenarde . Elle forme une voie express entre Gand et Renaix et entre Frasnes-lez-Anvaing et Leuze-en-Hainaut.

## Agglomérations contournées
- Audenarde est contourné à l'ouest par la N60 à 2x2 voies à croisements dénivelés
- Leuze-en-Hainaut est contourné à l'est par la N60d à  1x4 voies avec giratoires

## Localités le long de la N60
- Gand R40
- Zwijnaarde
- La Pinte
- Gavere
- Audenarde
- Renaix
- Dergneau
- Saint-Sauveur
- Frasnes-lez-Anvaing
- Hacquegnies
- Leuze-en-Hainaut
- Bury
- Péruwelz
- Basilique Notre-Dame de Bon-Secours